# باوبو (شهر)
باوبو (به لاتین: Baubau) یک منطقهٔ مسکونی در اندونزی است که در سولاوسی جنوب شرقی واقع شده‌است.
 باوبو ۲۹۳٫۱۸ کیلومتر مربع مساحت و ۱۵۴٬۸۷۷ نفر جمعیت دارد.